# Jalla (djur)
För andra betydelser, se Jalla (olika betydelser).
Jalla är ett släkte av insekter. Jalla ingår i familjen bärfisar.
Släktet innehåller bara arten Jalla dumosa.